# Аткинсон, Натаниэл
Натаниэл Аткинсон (англ. Nathaniel Atkinson; 13 июня 1999, Лонсестон, Тасмания) — австралийский футболист, защитник клуба «Мельбурн Сити» и сборной Австралии.

## Биография

### Клубная карьера
На профессиональном уровне дебютировал в 2017 году в фарм-клубе «Мельбурн Сити», за который выступал в низших лигах Австралии. В декабре того же года дебютировал за основной состав команды в А-лиге. В сезоне 2020/21 вместе с командой стал победителем регулярного чемпионата и дошёл до финала, в котором «Мельбурн Сити» одержал победу со счётом 3:1 и стал чемпионом Австралии. Сам Аткинсон, забивший один из голов, был признан лучшим игроком матча с вручением медали Джо Марстона.
Зимой 2022 года подписал контракт с шотландским «Харт оф Мидлотиан». В сезоне 2022/23 сыграл в четырёх матчах группового этапа Лиги конференций УЕФА.

### Карьера в сборной
В составе юношеской сборной Австралии принимал участие в чемпионате Азии 2018, где отметился голом в 1/4 финала, однако сборная уступила Саудовской Аравии 1:3. В 2021 году сыграл два матча за сборную Австралии на Олимпийских играх в Японии, где Австралия с тремя очками заняла последнее место в группе.
За основную сборную Австралии дебютировал 29 марта 2022 года в матче отборочного турнира чемпионата мира 2022 против Саудовской Аравии. 7 июня того же года отыграл полный матч четвёртого раунда квалификации со сборной ОАЭ (2:1), а 13 июня принял участие в межконтинентальном стыковом матче со сборной Перу, победу в котором Австралия одержала в серии пенальти.
Позднее Аткинсон был включён в финальную заявку Австралии на чемпионат мира 2022. На турнире он сыграл только в матче первого тура группового этапа против Франции (1:4), а его сборная дошла до стадии 1/8 финала, где уступила Аргентине (1:2).

## Достижения

### Командные
«Мельбурн Сити»
- Чемпион Австралии: 2020/21

### Личные
- Медаль Джо Марстона[англ.]: 2021